# La città dolente
Pour plus de détails, voir Fiche technique et Distribution.
La città dolente (qui pourrait se traduire par : La ville en souffrance) est un film italien réalisé par Mario Bonnard, sorti en 1949.
Le film comporte des scènes documentaires sur l' « Exode istrien » (réalisées par Enrico Moretti).
Le film qui a été tourné entre Cinecittà et Civitavecchia avec des décors imitant la région istrienne est l'unique film avec Barbara Costanova.

## Synopsis
Le film se déroule dans le Comitat d'Istrie et plus précisément à Pula.
Après la Seconde Guerre mondiale, la conférence de Paris de 1947 décide d'attribuer la souveraineté de la ville de Pola à la Yougoslavie de Tito au détriment de l'Italie. La population italienne évacue en masse la ville, cependant le personnage principal Berto décide de rester, pensant que le communisme pourrait lui garantir un avenir meilleur. Mais il déchante rapidement, car la vie se révèle être dure, pour lui et sa famille. Il décide alors de quitter le pays, mais pendant sa tentative pour atteindre, en barque, les côtes italiennes, il est tué par une rafale de mitrailleuse yougoslave...

## Fiche technique
- Titre original : La città dolente
- Réalisation : Mario Bonnard
- Scénario : Mario Bonnard, Anton Giulio Majano, Aldo De Benedetti, Federico Fellini
- Photographie : Tonino Delli Colli - Noir et blanc
- Montage : Giulia Fontana
- Musique : Giulio Bonnard (it)
- Décors : Mario Rappini
- Production : Istria, Scalera film
- Distribution : Scalera film
- Pays de production :  Italie
- Genre : drame, Film historique
- Durée : 80 minutes
- Date de sortie:
  - Italie : 4 mars 1949

## Distribution
- Luigi Tosi : Berto
- Barbara Costanova : Silvana
- Gianni Rizzo: Sergio
- Elio Steiner : Martini
- Gustavo Serena : le père franciscain
- Constance Dowling (it) : Lubitza
- Milly Vitale : Maria

## Commentaires
- Film méconnu et passé inaperçu à sa sortie, La città dolente traite d'un sujet historique très rarement abordé. Il a cependant été, de nouveau, présenté à la Biennale de Venise en 2008 après sa restauration par l'Istituto Luce. « Sur un scénario cosigné par Fellini, le film de Bonnard - sans conteste le plus digne d'intérêt de sa filmographie - est le seul à avoir rendu compte de la tragédie des Istriens fuyant leur territoire cédé à la Yougoslavie. [...] À travers l'exode des habitants de Pola, la ville souffrante du titre, cet épisode dramatique qui marqua durablement le peuple italien donne au film un caractère historique de premier ordre. [...] La principale qualité de La città dolente tient à l'adresse de la mise en scène de Bonnard, qui réalise un film-témoignage en tirant autant partie des ressources documentaires que de la fiction. »[2]